# БАЗ-5921
БАЗ-5921 - спеціальне тривісне плаваюче шасі Брянського автомобільного заводу, використовувалося у складі високоточного тактичного ракетного комплексу 9К79 "Точка". Розроблено на базі сімейства шасі БАЗ-5937 9К33 «Оса», від якого було запозичено багато агрегатів, але корпус і компоновку, довелося проєктувати практично заново, через необхідність забезпечити тактичній ракеті практично вертикальний старт. У СПУ ТРК силова установка розміщується в середній частині вантажного відсіку (ближче до відділення управління), а пускова  - в задній.

## Технічні характеристики
- повна вага: 17800 кг
- швидкість на суші: 70 км/год
- швидкість на плаву: 8 км/год
- запас ходу: 650 км
- потужність: 300 к. с. при 2600 про. /хв.

## Варіанти та модифікації

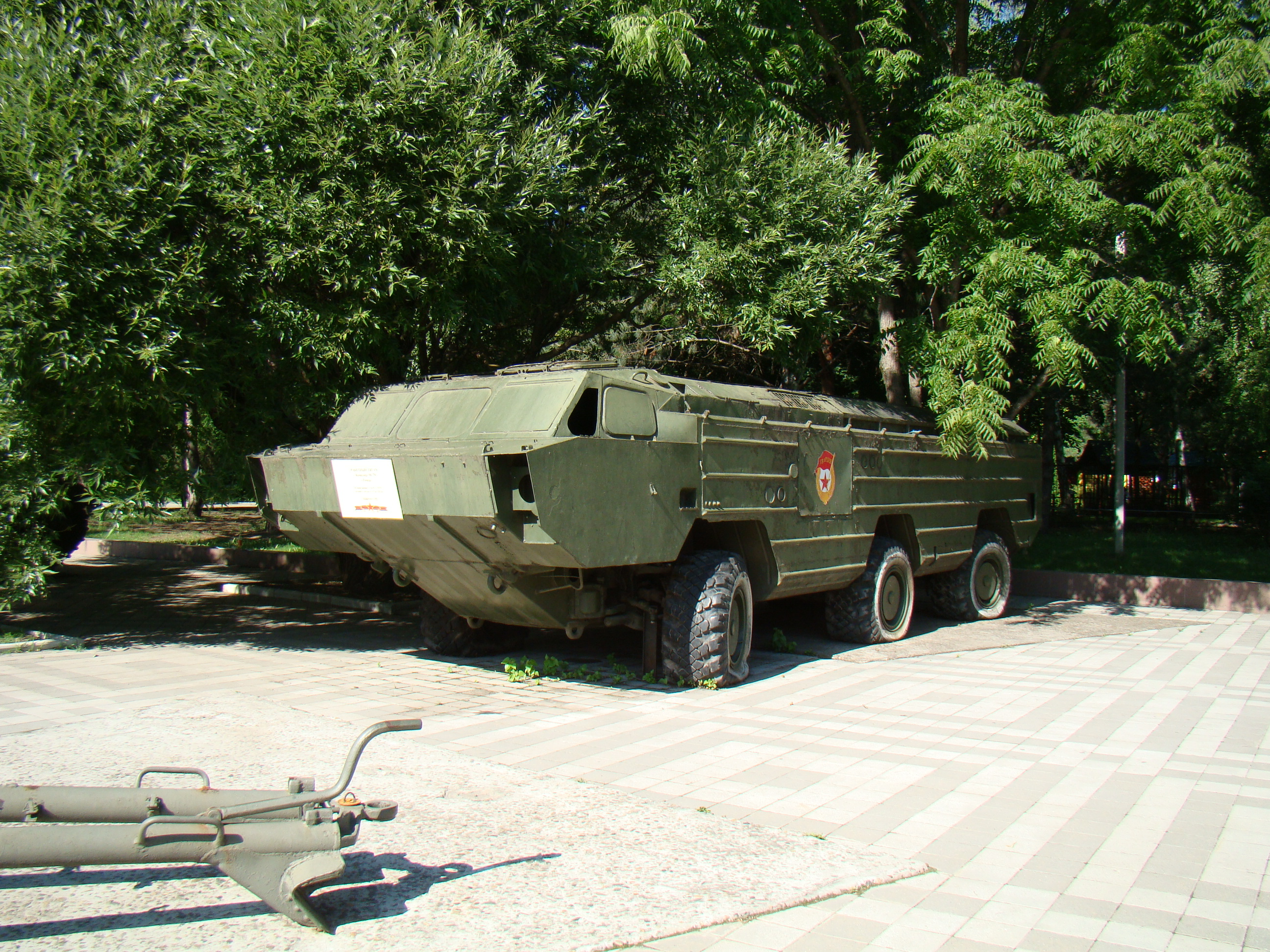
ТЗМ на базі БАЗ-5922 у музеї «Зброя Перемоги», Краснодар. Видно заглушки додаткових вікон кабіни

- БАЗ-5922 - шасі транспортно-зарядних машин комплексу "Точка". Змінена форма корпусу, додані бічні вікна, кузов обтягнутий тентом, що вміщає дві ракети, в кормі встановлювався кран для перевантаження ракет на пускову установку.[2]
  - БАЗ-59222 – машина рятувальних служб на базі шасі БАЗ-5922. Виготовлені невеликою партією, що експлуатувалися в Литві.
  - БАЗ-59223 – транспортна версія шасі, розроблена у 2005 році. Здатна перевозити у допрацьованому кузові до 7 тонн вантажу чи 15-20 пасажирів.
- БАЗ-5921М та БАЗ-5922М - дослідні зразки серійних машин з 260-сильним дизельним двигуном КамАЗ-7403. Попри зростання економічності, непристосовані для роботи в закритих відсіках дизелі перегрівалися, тому в серію машини з цими двигунами не пішли.